# 丘仲孚
丘仲孚（437年—511年），字公信，吳興烏程人，南北朝南齊、南梁官員。
丘仲孚年少好學，從祖父丘靈鞠認為他是人才，經常稱他為千里馬。南齊永明初年他獲選為國子生，察舉高第，但未獲任官就回到家鄉。他家中貧窮，無法自給自足，就聚集盜賊，為他們計畫劫掠三吳。丘仲孚聰明有謀略，盜賊們都畏懼服從他之。太守徐嗣徵召他補任主簿，歷官揚州從事、太學博士、湖縣令，有能力名聲。當地太守呂文顯當時獲得君主寵信，欺侮詆毀屬下縣份，只有他不屈服，因父喪辭官。齊明帝繼位，丘仲孚得起用為烈武將軍、曲阿縣令，其時會稽太守王敬則舉兵造反，趁朝廷沒有防備，令造反的事剛傳到朝廷，王敬則的前鋒已到達曲阿。丘仲孚對地方吏民說：「賊軍雖然精銳地乘勝追擊，但他們其實是烏合之眾，容易離散。現在若果收起船艦，鑿開長崗埭，讓洪水阻擋他們的路徑，留下數天，官軍一定來到，則大事會成功了。」王敬則軍隊來到，正值河流乾涸，果然停留不能前進，最終敗亡。朝廷以丘仲孚拒守有功，遷職山陰縣令，任內得到讚許，百姓為他作下歌謠：「二傅沈劉，不如一丘。」說明之前傅琰、傅翽父子、沈憲、劉玄明相繼擔任山陰縣令，都有政績，但丘仲孚政績超過他們。
南齊末年政治混亂，丘仲孚貪贓納賄被告發，將被收入監牢，不過他逃脫，前往京師，適逢朝廷大赦，因此不被治罪；梁武帝建立南梁，他復任山陰令。丘仲孚擅長處理政務，應付變化，得到吏民敬佩順服，治理號稱天下第一。之後他獲超遷車騎長史、長沙內史，不滿一年又徵任為尚書右丞，遷轉為尚書左丞，擢任衛尉卿，獲得恩遇。當初朝廷建造神龍闕、仁虎闕，任命他領任將作大匠，事成後外任安西長史、南郡太守，改任雲麾長史、江夏太守，代行郢州州府事，母親逝世時改為代理官職。後來丘仲孚因事被連坐除名，不久再次起用為司空參軍，很快遷為豫章內史，在郡內保持節操，很快去世，虛歲四十八。朝廷追贈給事黃門侍郎，他的喪事舉行時，豫章軍內的老少都號哭送葬，車輪沒法前進。他擔任尚書左丞期間撰寫《皇典》二十卷、《南宮故事》百卷和《尚書具事雜儀》，都流傳下來。

## 引用
1. 1 2  《梁書·卷五十三·列傳第四十七》：丘仲孚字公信，吳興烏程人也。少好學，從祖靈鞠有人倫之鑒，常稱爲千里駒也。齊永明初，選爲國子生，舉高第，未調，還鄉里。家貧，無以自資，乃結羣盜，爲之計畫，劫掠三吳。仲孚聰明有智略，羣盜畏而服之，所行皆果，故亦不發。太守徐嗣召補主簿，歷揚州從事、太學博士、于湖令，有能名。太守呂文顯當時倖臣，陵詆屬縣，仲孚獨不爲之屈。以父喪去職。
2. 1 2  《南史·卷七十二·列傳第六十二》：丘靈鞠，吳興烏程人也。……仲孚字公信，靈鞠從孫也。少好學，讀書常以中宵鍾鳴為限。靈鞠嘗稱為千里駒也。齊永明初，為國子生。王儉曰：「東南之美，復見丘生。」舉高第，未調，還鄉里。家貧，乃結群盜為之計，劫掠三吳。仲孚聰明有智略，群盜畏服，所行皆果，故亦不發。為於湖令，有能名，太守呂文顯當時幸臣，陵詆屬縣，仲孚獨不為屈。
3. ↑  《梁書·卷五十三·列傳第四十七》：明帝卽位，起爲烈武將軍、曲阿令。值會稽太守王敬則舉兵反，乘朝廷不備，反問始至，而前鋒已屆曲阿。仲孚謂吏民曰：「賊乘勝雖銳，而烏合易離。今若收船艦，鑿長崗埭，泄瀆水以阻其路，得留數日，臺軍必至，則大事濟矣。」敬則軍至，值瀆涸，果頓兵不得進，遂敗散。仲孚以距守有功，遷山陰令，居職甚有聲稱，百姓爲之謠曰：「二傅沈劉，不如一丘。」前世傅琰父子、沈憲、劉玄明，相繼宰山陰，並有政績，言仲孚皆過之也。
4. ↑  《南史·卷七十二·列傳第六十二》：明帝即位，為曲阿令，會稽太守王敬則反，乘朝廷不備，反問至而前鋒已屆曲阿。仲孚鑿長岡埭，瀉瀆水，以阻其路。敬則軍至，遇瀆涸，果頓兵不得進，遂敗。仲孚以拒守功，遷山陰令，居職甚有聲稱。百姓謠曰：「二傅、沈、劉，不如一丘。」前世傅琰父子、沈憲、劉玄明相繼宰山陰，並有政績，言仲孚皆過之。
5. ↑  《梁書·卷五十三·列傳第四十七》：齊末政亂，頗有贓賄，爲有司所舉，將收之，仲孚竊逃，徑還京師詣闕，會赦，得不治。高祖踐阼，復爲山陰令。仲孚長於撥煩，善適權變，吏民敬服，號稱神明，治爲天下第一。超遷車騎長史、長沙內史，視事未朞，徵爲尚書右丞，遷左丞，仍擢爲衛尉卿，恩任甚厚。初起雙闕，以仲孚領大匠。事畢，出爲安西長史、南郡太守。遷雲麾長史、江夏太守，行郢州州府事，遭母憂，起攝職。坐事除名，復起爲司空參軍。俄遷豫章內史，在郡更勵清節。頃之，卒，時年四十八。詔曰：「豫章內史丘仲孚，重試大邦，責以後效，非直悔吝雲亡，實亦政績克舉。不幸殞喪，良以傷惻。可贈給事黃門侍郎。」仲孚喪將還，豫章老幼號哭攀送，車輪不得前。
6. ↑  《南史·卷七十二·列傳第六十二》：齊末政亂，頗有贓賄，為有司所舉，將見收，竊逃還都，會赦不問。梁武帝踐阼，復為山陰令。仲孚長於撥煩，善適權變，吏人敬服，號稱神明，政為天下第一。後為衛尉卿，恩任甚厚。初起雙闕，以仲孚領大匠，累遷豫章內史，在郡更勵清節。頃之卒，贈給事黃門侍郎。喪將還，豫章老幼號哭攀送，車輪不得前。
7. ↑  《梁書·卷五十三·列傳第四十七》：仲孚爲左丞，撰《皇典》二十卷、《南宮故事》百卷，又撰《尚書具事雜儀》，行於世焉。
8. ↑  《南史·卷七十二·列傳第六十二》：仲孚為左丞，撰皇典二十卷，南宮故事百卷，又撰尚書具事雜儀行於世。

## 延伸阅读
[在维基数据编辑]
 《梁書·卷53》，出自姚思廉《梁書》